# ميخائيل غلينون
ميخائيل غلينون (بالإنجليزية: Michael Glennon)‏ هو قسيس أسترالي، ولد في 13 مايو 1944، وتوفي في 2014.